# 瑞夫勒库尔
瑞夫雷库尔（法語：Juvrecourt，法語發音：[ʒyvʁəkuʁ]）是法国默尔特-摩泽尔省的一个市镇，属于吕内维尔区。

## 地理
瑞夫勒库尔（48°44'34"N, 6°33'57"E）面积6.11 平方千米，位于法国大東部大區默尔特-摩泽尔省，该省份为法国东北部内陆省份，是洛林的一部分，北邻比利时、卢森堡，北起顺时针与摩泽尔省、下莱茵省、孚日省和默兹省接壤。
与瑞夫勒库尔接壤的市镇（或旧市镇、城区）包括：穆瓦延维克、阿拉库尔、塞耶河畔维克、小雷希库尔、克桑雷。

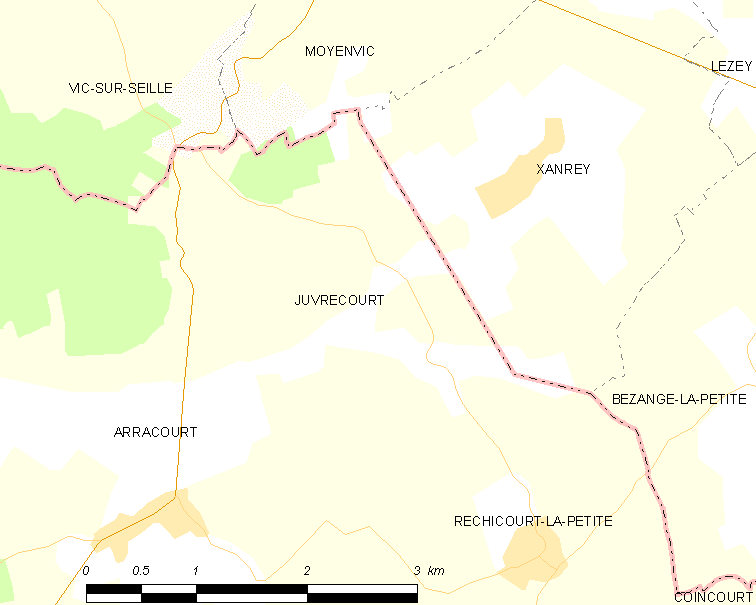
瑞夫勒库尔的OSM定位图

瑞夫勒库尔的时区为UTC+01:00、UTC+02:00（夏令时）。

## 行政
瑞夫勒库尔的邮政编码为54370，INSEE市镇编码为54285。

## 政治
瑞夫勒库尔所属的省级选区为巴卡拉县。

## 人口

1962-2008年间瑞夫勒库尔人口变化图示

瑞夫勒库尔于2022年1月1日时的人口数量为42人。